# مهرجان الفجر السينمائي الدولي
مهرجان الفجر السينمائي الدولي هو أهمّ مهرجان سينمائي في إيران يعقد سنويا في العاصمة الإيرانية طهران في مطلع فبراير من كل عام، متزامناً مع الذکری السنوية لانتصار الثورة الإسلامية في إيران حيث يحتفل فيه بالذكرى السنوية للثورة الإيرانية. وتعرض أفلام مستقلة من جميع أنحاء العالم. بدأ المهرجان عمله منذ عام 1983مـ وأقيم الفترة الرابعة والثلاثين منه في فبراير عام 2016 في برج الميلاد. تقام هذا المهرجان بواسطة مؤسسة فارابي السينمائية وتحت إشراف وزارة الثقافة والإرشاد الإسلامي.

## نبذة تاريخية
عقدت الفترة الأولی لمهرجان الفجر السينمائي في 12 إلی 22 فبراير عام 1983. کان المهرجان يمارس انتاجات السينماء الإيرانية فقط حتی عام 1996. لکن تقام المهرجان منذ عام 1996 بصورة دوَلية وإضافة إلی ممارسة السينماء الإيرانية، بدأ «القسم الدوَلي» للمهرجان بممارسة انتاجات السينماء العالمية أيضا. يتنافس المتسابقون في القطاعات التنافسية لهذا المهرجان، للفوز بجائزة تسمّي «العنقاء البلورية». كذلك «دبلوم الشرف» و«القرص الذهبي» من جوائز المهرجان. في السنوات الأخيرة أضیفت أقسام أخری کقسم «السينماء الوثائقية» و«الفيلم القصير» إلی المهرجان.
عقد أربعة وثلاثون فترة من هذا المهرجان حتی الآن وستقام الفترة الخامسة والثلاثون في فبراير عام 2016مـ.

## المسابقات
في قسم المسابقات، هناك «البانوراما العالمية» المخصص لسينما الدول الأجنبية، بالإضافة إلى «سينما الخلاص» المخصص للدول الإسلامية، كما وقد تم إضافة أقسام جديدة للدول الأعضاء في منظمة دول عدم الانحياز.

## جوائز المهرجان

### «قسم السينما الإيرانية» أو «المسابقة الرئيسية»
- جائزة أفضل مؤثرات بصرية.
- جائزة أفضل مؤثرات ميدانية.
- جائزة أفضل ماكياج.
- جائزة أفضل تصميم الديكور والأزياء.
- جائزة أفضل هندسة صوتية.
- جائزة أفضل موسيقى.
- جائزة أفضل مونتاج.
- جائزة أفضل تصوير.
- جائزة أفضل ممثل دور ثانوي.
- جائزة أفضل ممثلة بدور ثانوي.
- جائزة أفضل ممثل.
- جائزة أفضل ممثلة.
- جائزة أفضل سيناريو.
- جائزة أفضل اخراج.
- جائزة أفضل فيلم.

### قسم الفن والتجربة
- جائزة أفضل فيلمين في قسم «الفن والتجربة»

### قسم الأنيميشن
- جائزة أفضل فيلم انيميشني

### قسم الوثائقيات
- جائزة أفضل فيلم وثائقي
- جائزة أفضل إخراج
- جائزة أفضل مكسب تقني وفني[5]

## وصلات خارجية
- مهرجان الفجر السينمائي الدولي على موقع IMDb (الإنجليزية)
- مهرجان الفجر السينمائي الدولي على موقع IMDb (الإنجليزية)

- الموقع الرسمي لمهرجان الفجر السينمائي الدولي
- الصفحة الرسمية للمهرجان على فيسبوك